# Мельников, Пётр Иосифович
Мельников Пётр Иосифович (1907, Даурия — ?) — советский лётчик.

## Биография
Пётр Иосифович Мельников родился в 1907 году в посёлке Даурия Забайкаальской губеернии. С 1926 года начал службу в Красной Армии.
Участвовал в Советско-финляндской войне.
В Великую Отечественную войну вступил в должности командира 24-го бомбардировочного авиационного полка в составе Брянского фронта.
С январе 1942 г. переведён в 61-ю смешанную авиационную дивизию в должности командира, с февраля 1942 года назначен заместителем командующего Управления ВВС 13 армии, сформированной на базе дивизии.
С мая 1943 года назначен командиром 4-го отдельного учебно-тренировочного авиационного полка.
В июле 1943 г. проходил курсы усовершенствования начальствующего состава при Военно-воздушной академии РККА им. профессора Н. Е. Жуковского.
С января 1944 г. и до конца войны командовал 396-м отдельным авиационным полком особого назначения УВВС КА, который занимался воздушными перевозками руководящих лиц. За время службы в данном полку налетал 5240 часов, перевёз 1524 человека из руководящего состава, сбил 9 самолётов противника, за что награждён Орденом Отечественной войны I степени.

## Награды[2]
- Орден Красного Знамени (07.04.1940)
- Орден Ленина (07.11.1941)
- Медаль «За оборону Москвы» (01.05.1944)
- Орден Отечественной войны I степени (19.09.1944)
- Орден Красной Звезды (03.11.1944)
- Медаль «За победу над Германией в Великой Отечественной войне 1941—1945 гг.» (09.05.1945)
- Орден Красной Звезды (28.06.1945)
- Орден Красного Знамени (05.11.1946)
- Орден Ленина (19.11.1951)
- Орден Красного Знамени (30.12.1956)